# كأس آسيا لكرة الصالات للسيدات
كأس آسيا لكرة الصالات للسيدات AFC Women's Futsal Asian Cup، والتي كانت تعرف سابقًا باسم بطولة آسيا لكرة الصالات للسيدات، هي المسابقة الوطنية الأولى لكرة الصالات للسيدات في دول الاتحاد الآسيوي لكرة القدم. وقد فازت إيران بالنسختين اللتين أقيمتا حتى الآن.
أقيمت النسخة الأولى في ماليزيا، في الفترة من 17 إلى 26 سبتمبر 2015م. بينما أقيمت النسخة الثانية في تايلاند، في الفترة من 2 إلى 12 مايو 2018م. وكان من المقرر أن تقام النسخة الثالثة في الكويت في عام 2020م، ولكن تم تأجيلها بسبب جائحة كوفيد-19. وبداية من عام 2021م، سيتم تغيير اسم البطولة من "بطولة آسيا لكرة الصالات للسيدات" إلى "كأس آسيا لكرة الصالات للسيدات".
وبداية من عام 2025م، ستكون البطولة بمثابة المؤهلة لكأس العالم لكرة الصالات للسيدات FIFA.

## نتائج
المصدر:

### ملخصات
| النسخة | سنة  | المستضيف  |                                | النهائي                        | النهائي                        | النهائي                        |                                   | مباراة تحديد المركز الثالث     | مباراة تحديد المركز الثالث     | مباراة تحديد المركز الثالث     |                                | عدد الفرق |
| النسخة | سنة  | المستضيف  | البطل                          | نتيجة                          | الوصيف                         | المركز الثالث                  | نتيجة                             | المركز الرابع                  |                                |                                |                                | عدد الفرق |
| ------ | ---- | --------- | ------------------------------ | ------------------------------ | ------------------------------ | ------------------------------ | --------------------------------- | ------------------------------ | ------------------------------ | ------------------------------ | ------------------------------ | --------- |
| 1      | 2015 | · ماليزيا | إيران                          | 1–0                            | اليابان                        | تايلاند                        | 4-1                               | ماليزيا                        | 8                              |                                |                                |           |
| 2      | 2018 | · تايلاند | إيران                          | 5-2                            | اليابان                        | تايلاند                        | 0–0 (3–2 ركلات الجزاء الترجيحية ) | فيتنام                         | 15                             |                                |                                |           |
| —      | 2020 | · الكويت  | تم الإلغاء بسبب جائحة كوفيد-19 | تم الإلغاء بسبب جائحة كوفيد-19 | تم الإلغاء بسبب جائحة كوفيد-19 | تم الإلغاء بسبب جائحة كوفيد-19 | تم الإلغاء بسبب جائحة كوفيد-19    | تم الإلغاء بسبب جائحة كوفيد-19 | تم الإلغاء بسبب جائحة كوفيد-19 | تم الإلغاء بسبب جائحة كوفيد-19 | تم الإلغاء بسبب جائحة كوفيد-19 |           |
| 3      | 2025 | · الصين   |                                |                                |                                |                                |                                   |                                |                                |                                |                                |           |

### الفرق التي وصلت إلى المراكز الأربعة الأولى
| منتخب   | الفائزون       | الوصيف         | المركز الثالث   | المركز الرابع |
| ------- | -------------- | -------------- | --------------- | ------------- |
| إيران   | 2 (2015، 2018) |                |                 |               |
| اليابان |                | 2 (2015، 2018) |                 |               |
| تايلاند |                |                | 2 (2015، 2018*) |               |
| ماليزيا |                |                |                 | 1 (2015*)     |
| فيتنام  |                |                |                 | 1 (2018)      |

* كمضيفين

## ملخص (2015 - 2018)
| الترتيب | المنتخب        | المجموعة | لعب | فوز | تعادل | هزيمة | له (أهداف) | عليه (أهداف) | فرق الأهداف | النقاط |
| ------- | -------------- | -------- | --- | --- | ----- | ----- | ---------- | ------------ | ----------- | ------ |
| 1       | إيران          | 2        | 10  | 10  | 0     | 0     | 58         | 9            | +49         | 30     |
| 2       | اليابان        | 2        | 11  | 9   | 0     | 2     | 55         | 12           | +43         | 27     |
| 3       | تايلاند        | 2        | 11  | 6   | 2     | 3     | 42         | 11           | +31         | 20     |
| 4       | فيتنام         | 2        | 9   | 4   | 1     | 4     | 18         | 16           | +2          | 13     |
| 5       | ماليزيا        | 2        | 8   | 3   | 0     | 5     | 27         | 29           | -2          | 9      |
| 6       | الصين          | 2        | 7   | 3   | 0     | 4     | 22         | 24           | -2          | 9      |
| 7       | إندونيسيا      | 1        | 4   | 2   | 1     | 1     | 13         | 3            | +10         | 7      |
| 8       | تايبيه الصينية | 1        | 4   | 2   | 0     | 2     | 11         | 10           | +1          | 6      |
| 9       | هونغ كونغ      | 2        | 6   | 1   | 1     | 4     | 11         | 23           | -12         | 4      |
| 10      | أوزبكستان      | 2        | 6   | 1   | 1     | 4     | 14         | 36           | -22         | 4      |
| 11      | لبنان          | 1        | 3   | 1   | 0     | 2     | 4          | 13           | -9          | 3      |
| 12      | تركمانستان     | 1        | 2   | 0   | 0     | 2     | 1          | 17           | -16         | 0      |
| 13      | البحرين        | 1        | 3   | 0   | 0     | 3     | 4          | 21           | -17         | 0      |
| 14      | بنغلاديش       | 1        | 3   | 0   | 0     | 3     | 2          | 20           | -18         | 0      |
| 15      | ماكاو          | 1        | 3   | 0   | 0     | 3     | 0          | 31           | -31         | 0      |

## الدول المشاركة
Legend:
- الأول — الأبطال
- الثاني — الوصيف
- الثالث — المركز الثالث
- الرابع — المركز الرابع
- QF — ربع النهائي
- GS — مرحلة المجموعات
- q — تأهل للبطولة القادمة
- ••  — تأهل لكنه انسحب
- •  — لم يتأهل
- ×   — لم يشارك
- ×   — انسحب / منع / لم تقبل مشاركته من قبل الفيفا
- — المضيفون
- — غير تابع للفيفا

بالنسبة لكل بطولة، يتم عرض عدد الفرق في كل بطولة نهائية (بين قوسين):
| المنتخب        | · 2015 · (8) | · 2018 · (15) | · 2020 · (0) | · 2025 · (12) | المجموع |
| -------------- | ------------ | ------------- | ------------ | ------------- | ------- |
| أستراليا       | ×            | ×             |              | Q             | 1       |
| البحرين        | ×            | GS            |              | Q             | 2       |
| بنغلاديش       | ×            | GS            |              | ×             | 1       |
| الصين          | GS           | QF            |              | Q             | 3       |
| تايبيه الصينية | ×            | QF            |              | Q             | 2       |
| هونغ كونغ      | GS           | GS            |              | Q             | 3       |
| إندونيسيا      | ×            | QF            |              | Q             | 2       |
| إيران          | الأول        | الأول         | ••           | Q             | 3       |
| اليابان        | الثاني       | الثاني        |              | Q             | 3       |
| الأردن         | ••           | ×             |              | ×             | 0       |
| الكويت         | ×            | ×             | ••           | •             | 0       |
| لبنان          | ×            | GS            |              | •             | 1       |
| ماكاو          | ×            | GS            |              | •             | 1       |
| ماليزيا        | الرابع       | GS            |              | ×             | 2       |
| الفلبين        | ×            | ×             |              | Q             | 1       |
| تايلاند        | الثالث       | الثالث        |              | Q             | 3       |
| تركمانستان     | ×            | GS            |              | •             | 1       |
| أوزبكستان      | GS           | QF            |              | Q             | 3       |
| فيتنام         | GS           | الرابع        |              | Q             | 3       |
| المجموع        | 8            | 15            | 16           | 12            |         |

## أداء كأس العالم لكرة الصالات للسيدات FIFA
بالنسبة لكل بطولة، يتم عرض عدد الفرق في كل بطولة نهائية (بين قوسين):
| فريق    | 2025 (16) | المجموع |
| ------- | --------- | ------- |
| الفلبين | س         | 1       |
| المجموع |           |         |

## الجوائز

### اللاعبات الأكثر قيمة
| سنة  | اللاعبة      |
| ---- | ------------ |
| 2015 | فرشته كريمي ‏ |
| 2018 | فرشته كريمي ‏ |

### أفضل الهدافين
| سنة  | اللاعبة                                                | الأهداف |
| ---- | ------------------------------------------------------ | ------- |
| 2015 | تشيكاجي كيشيباياشي فرحية رضوان                         | 7       |
| 2018 | فاطمة اعتمادي سارة شربيجي ‏ آنا أميشيرو ساسيشا فوثيوونغ | 9       |

### جائزة اللعب النظيف
| سنة  | الفريق الفائز |
| ---- | ------------- |
| 2015 | لا جائزة      |
| 2018 | إيران         |

## روابط خارجية
- AFC Women's Futsal Asian Cup
, the-AFC.com| رياضة جماعية            | - Baseball - كرة السلة - بطولة أمم آسيا لكرة السلة - كأس آسيا لكرة السلة للسيدات [لغات أخرى]‏ - Beach volleyball - Curling - Field hockey - كرة القدم - كأس آسيا - كأس الأمم الآسيوية لكرة القدم للسيدات - كرة اليد - بطولة آسيا لكرة اليد للرجال - بطولة آسيا لكرة اليد للسيدات - كأس التحدي الآسيوي لهوكي الجليد - Rugby sevens - كرة طائرة - Men - بطولة آسيا للكرة الطائرة للسيدات                                              |
| رياضة فردية [لغات أخرى]‏ | - Archery - الاتحاد الآسيوي لألعاب القوى - بطولة آسيا لألعاب القوى - بطولة آسيا لألعاب القوى داخل الصالات - Race walking - Marathon - Cross country - بطولة الريشة الآسيوية [لغات أخرى]‏ - Boxing - Canoeing - بطولة آسيا للدراجات [لغات أخرى]‏ - Fencing - Figure skating - Gymnastics - Judo - Rowing - Shooting - Speed skating - بطولة آسيا للسباحة - Table tennis - Taekwondo - Weightlifting - بطولة آسيا للمصارعة [لغات أخرى]‏ |

| رياضة جماعية            | - Beach handball - بطولة آسيا لكرة القدم الشاطئية - كأس اسيا - Fistball - Floorball - كرة الصالات - بطولة آسيا لكرة القدم الخماسية - Women - Indoor field hockey - Korfball - Netball - Roller hockey - بطولة آسيا للرجبي [لغات أخرى]‏ - Softball |
| رياضة فردية [لغات أخرى]‏ | - Air Sports - بطولة آسيا للشطرنج - Darts - Karate - Ski mountaineering - Snooker - إسكواتش - Individual - Team - Surfing || - ع - ن - ت بطولات الاتحاد الآسيوي لكرة القدم | - ع - ن - ت بطولات الاتحاد الآسيوي لكرة القدم                                                                                    |
| --------------------------------------------- | --- |
| دولية                                         | - كأس آسيا - كأس التحدي - بطولة آسيا تحت 23 سنة لكرة القدم - بطولة آسيا تحت 19 سنة - بطولة آسيا تحت 16 سنة - بطولة آسيا الخماسية |
| مستوى الأندية                                 | - الأبطال للنخبة - الأبطال الثاني - التحدي - بطولة الأندية لكرة الصالات                                                          |
| كرة قدم للسيدات                               | - كأس آسيا للسيدات - بطولة آسيا تحت 19 سنة - بطولة آسيا تحت 16 سنة - دوري أبطال آسيا للسيدات                                     |

1. ↑  A total 16 teams maximum were expected to participate before its cancellation due to the COVID-19 pandemic. Kuwait as hosts and Iran as defending champions originally qualified.